# Lunegarde
Lunegarde är en kommun i departementet Lot i regionen Occitanien i södra Frankrike. Kommunen ligger i kantonen Labastide-Murat som tillhör arrondissementet Gourdon. År 2022 hade Lunegarde 94 invånare.

## Befolkningsutveckling
Antalet invånare i kommunen Lunegarde
| Referens: INSEE |